# Glocken-Phazelie
Die Glocken-Phazelie (Phacelia campanularia) ist eine Pflanzenart aus der Gattung Phacelia innerhalb der Familie der Raublattgewächse (Boraginaceae). Einige weitere Trivialnamen sind: Glockenblumen-Büschelschön, Glocken-Phacelia, Glocken-Büschelschön, Wüsten-Blauglocke, Bienenfreund oder englischsprachig Desertbells. Dieser Endemit kommt nur im südlichen Kalifornien, in den Wüsten Mojave und Sonora vor. Sie wird als Zierpflanze fast weltweit verwendet.

## Beschreibung

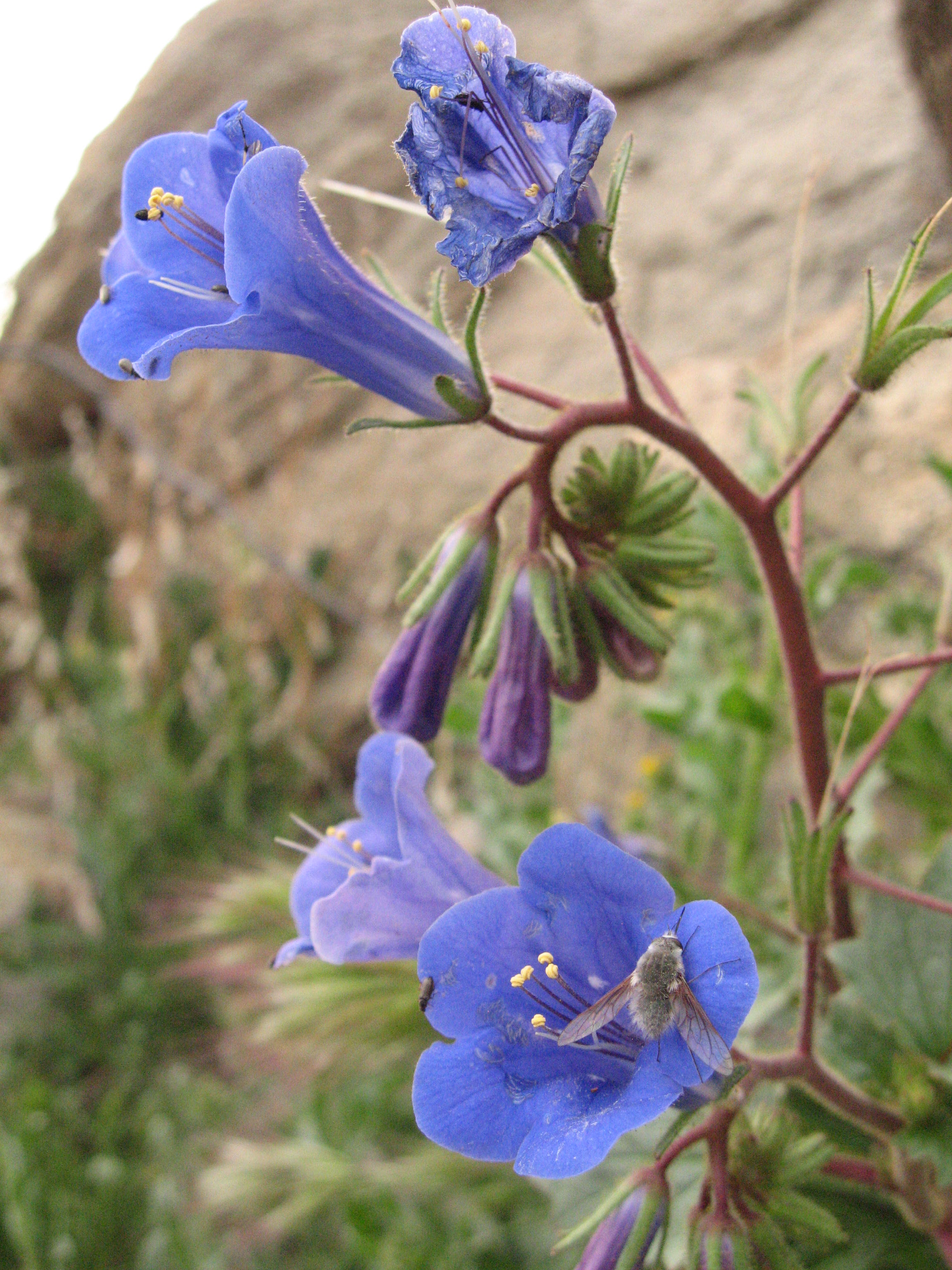
Zymöser Blütenstand

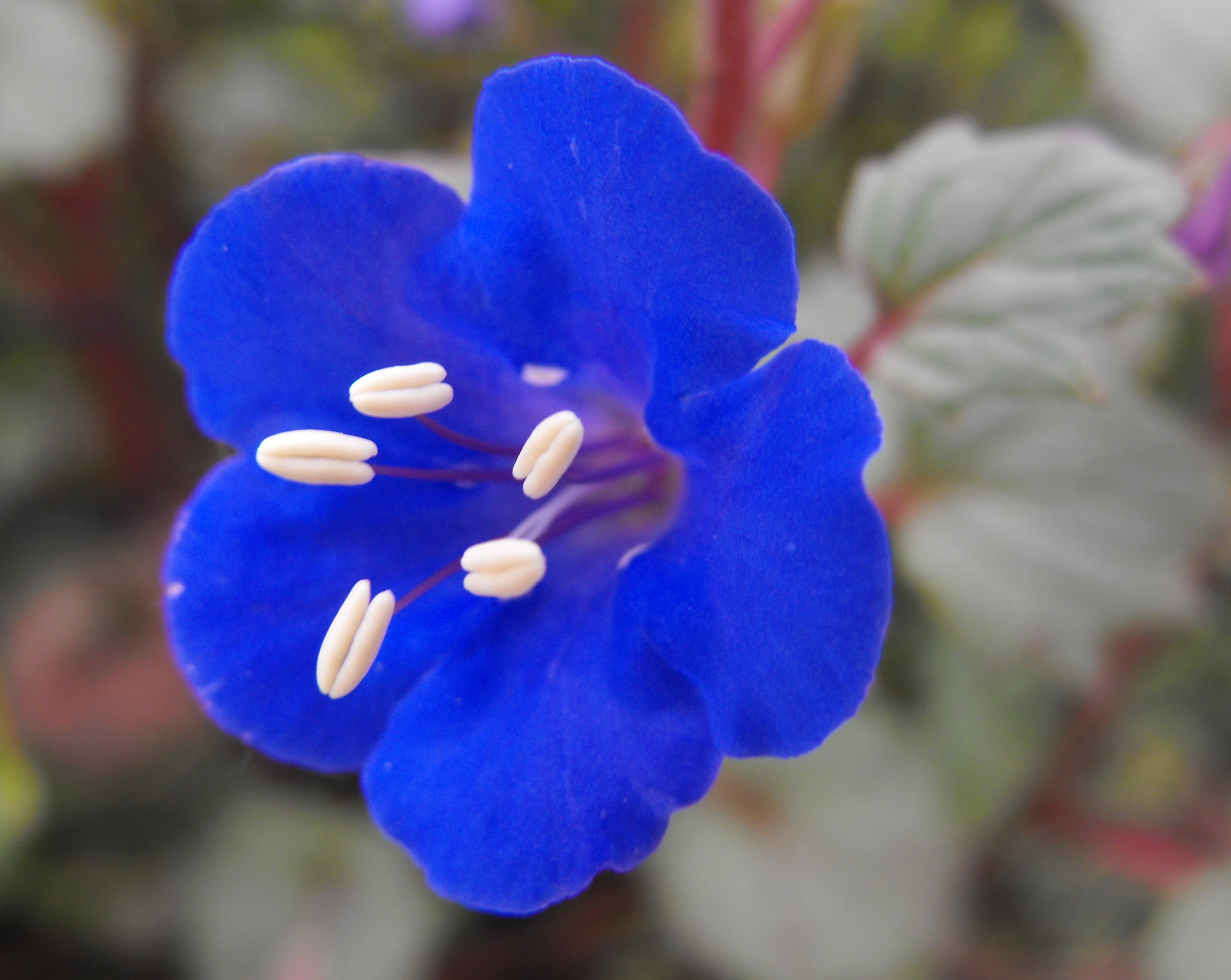
Radiärsymmetrische, fünfzählige Blüte

### Vegetative Merkmale
Phacelia campanularia wächst als einjährige krautige Pflanze und erreicht Wuchshöhen von bis zu 0,7 Metern. Die oberirdischen Pflanzenteile sind drüsig behaart. Der selbstständig aufrechte Stängel kann von der Basis an verzweigt sein und ist mit kurzen Drüsenhaaren bedeckt.
Die wechselständig am Stängel angeordneten Laubblätter sind in Blattstiel und Blattspreite gegliedert. Die einfache Blattspreite ist eiförmig bis mehr oder weniger kreisförmig mit gezähnten Blattrand.

### Generative Merkmale
Die Blütezeit reicht in Kalifornien von Februar bis Mai. Die Blüten stehen im zymösen Blütenstand stehen relativ dicht zusammen. Der Blütenstiel ist 7 bis 30 Millimeter lang.
Die zwittrige Blüte ist radiärsymmetrisch und fünfzählig mit doppelter Blütenhülle. Die fünf gleichen, haltbaren, kurz drüsig behaarten Kelchblätter sind an ihrer Basis verwachsen; sie verlängern sich bis zur Fruchtreife und sind dann bei einer Länge von 5 bis 10 Millimetern länglich. Die fünf Kronblätter sind verwachsen. Die Kronröhre ist doppelt so lang wie die Kronlappen. Die leuchtend blaue Blumenkrone ist bei einer Länge von bis zu 4 Zentimetern je nach Varietät glocken-, rad- oder trichterförmig. Die Kronlappen sind rundlich. Die Blütenkrone kann weiße Flecken im Schlund haben. Die fünf fertilen, gleichen Staubblätter überragen bei einer Länge von 20 bis 45 Millimetern die Blütenkrone. Die behaarten, blauen Staubfäden besitzen kahle Flügel. Der Fruchtknoten ist einkammerig. Die zwei 20 bis 45 Millimeter langen Griffeläste sind von ihrer Basis bis mindestens 1/4 oder maximal der 1/2 ihrer Länge verwachsen.
Die kurz drüsig behaarte Kapselfrucht ist bei einer Länge von 7 bis 15 Millimetern eiförmig und enthält 40 bis 90 Samen. Der etwa 1,5 Millimeter lange Samen besitzt eine netzähnliche, braune Samenschale.

### Chromosomensatz
Die Chromosomengrundzahl beträgt x = 11. Bei der Unterart Phacelia campanularia subsp. vasiformis liegt Diploidie mit einer Chromosomenzahl von 2n = 22 vor.

## Systematik und Verbreitung

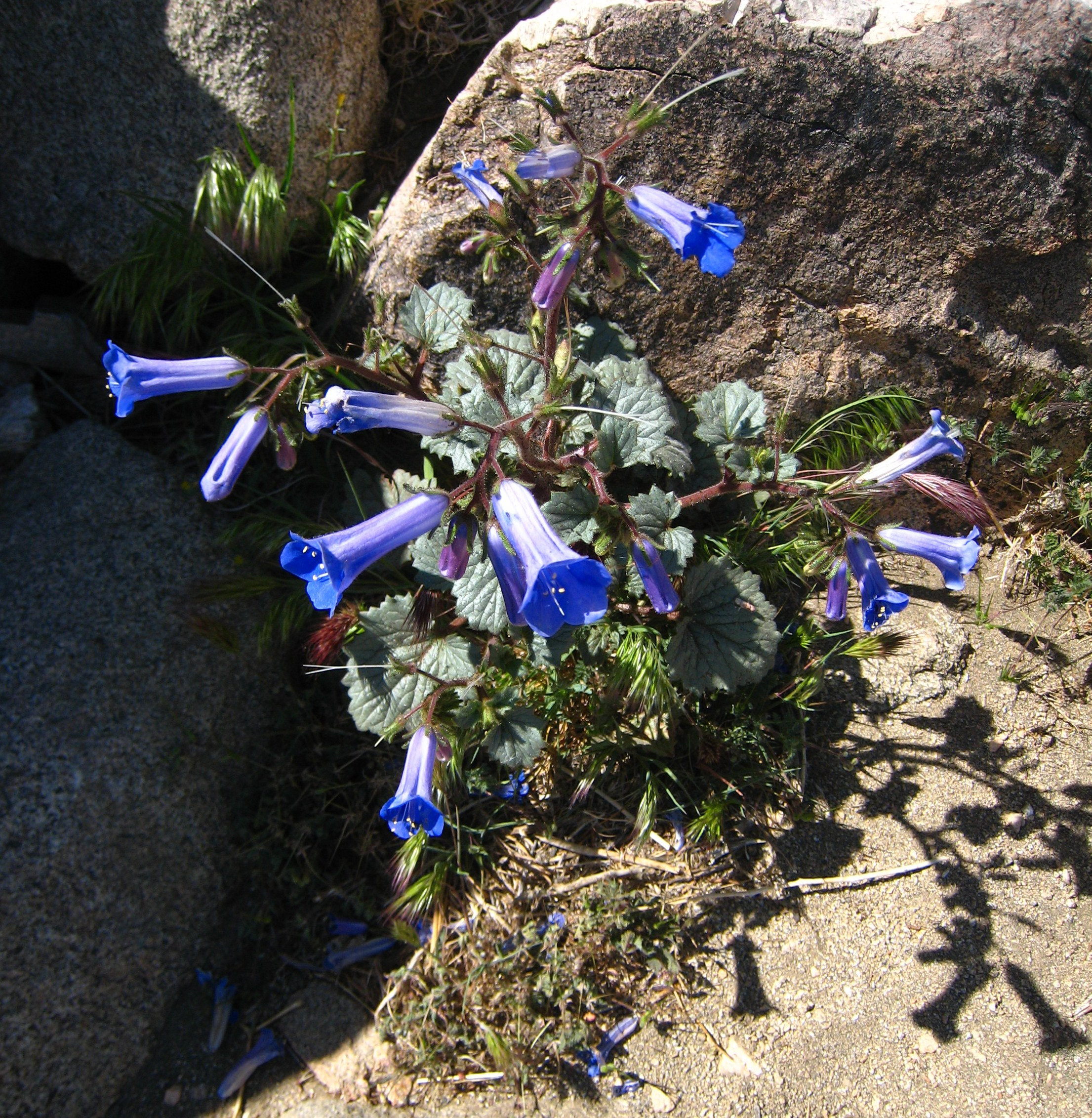
Habitus, Laubblätter und Blütenstände von Phacelia campanularia var. vasiformis im Habitat

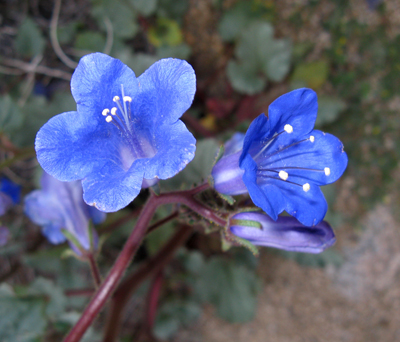
Ausschnitt eines Blütenstandes von Phacelia campanularia var. vasiformis

Die Erstbeschreibung von Phacelia campanularia erfolgte 1878 durch Asa Gray in Synoptical Flora of North America. New York, Volume 2, Issue 1, Seite 164.
Die Art Phacelia campanularia gehört zur Untersektion Campanulariae G.W.Gillett aus der Sektion Whitlavia (Harv.) Benth. & Hook. f. in der Untergattung Phacelia innerhalb der Gattung Phacelia Juss.
Von Phacelia campanularia gibt es zwei Varietäten, die vor 2012 den Rang von Unterarten hatten:
- Phacelia campanularia A.Gray var. campanularia (Syn.: Phacelia campanularia A.Gray subsp. campanularia, Phacelia minor var. campanularia (A.Gray) Jeps.): Dieser Endemit gedeiht in Höhenlagen unterhalb von 1600 Metern nur in der westlichen Sonora-Wüste.[3]
- Phacelia campanularia var. vasiformis (G.W.Gillett) Walden & R. Patt. (Syn.: Phacelia campanularia subsp. vasiformis G.W.Gillett): Sie kommt in Kalifornien in Höhenlagen unterhalb von 1600 Metern in der Mojave-Wüste und der nördlichen Sonora-Wüste vor.[3]

## Inhaltsstoffe
Das Anthocyan-Pigment Phacelianin wurde aus den Blüten von Phacelia campanularia isoliert und ist an der Bildung ihrer blauen Farbe beteiligt. Phacelianin ist auch für die blaue Blütenfarbe von Evolvulus pilosus verantwortlich.
Bei Berührung der Pflanzenteile können Hautirritationen (Kontaktdermatitis) auftreten.

## Weiterführende Literatur
- Cynthia Gilbert, John Dempcy, Constance Ganong, Robert Patterson, Greg S. Spicer: Phylogenetic Relationships within Phacelia Subgenus Phacelia (Hydrophyllaceae) Inferred from Nuclear rDNA ITS Sequence Data. In: Systematic Botany, Volume 30, Issue 3, 2005, S. 627–634. JSTOR:25064090 PDF.
- Reynolds et al.: Contact Dermatitis, Volume 14, 1986, S. 39–44.
- Reynolds, Rodriguez: Phytochemistry, Volume 18, 1979, S. 1567–1568.
- Reynolds, Rodriguez: Phytochemistry, Volume 20, 1981, S. 1365–1366.
- Reynolds, Rodriguez: Planta Medica, Volume 43, 1981, S. 187–193.
- Reynolds, Rodriguez: Phytochemistry, Volume 25, 1986, S. 1617–1619.